# Scottish FA Cup 2019/20
Der Scottish FA Cup wurde 2019/20 zum 135. Mal ausgespielt. Der wichtigste schottische Fußball-Pokalwettbewerb, der offiziell als William Hill Scottish Cup ausgetragen und vom Schottischen Fußballverband geleitet wurde, begann am 10. August 2019 und endete mit dem Finale am 20. Dezember 2020 im Hampden Park von Glasgow. Als Titelverteidiger und gleichzeitiger Rekordsieger des Wettbewerbs startete Celtic Glasgow, das sich im Vorjahresfinale gegen Heart of Midlothian durchgesetzt hatte. Im diesjährigen Endspiel um den Schottischen Pokal standen sich wie im Vorjahr Celtic Glasgow und Heart of Midlothian gegenüber. Für Celtic war es das insgesamt 58. Pokalfinale seit 1889. Die Hearts erreichten zum 16. Mal das Endspiel seit 1891. Beide Vereine trafen zum fünften Mal im Endspiel aufeinander, erstmals 1901, und zuletzt im Jahr 2019. Celtic hatte zuvor bereits die schottische Meisterschaft und den Ligapokal gewonnen. Die Hearts waren zuvor in die Scottish Championship abgestiegen. Die Bhoys gewannen das Finale mit 7:6 nach Elfmeterschießen und schafften damit ihr viertes nationales Triple in Folge und das siebte insgesamt.

## Termine
| Runde         | Datum                               | Spiele | Vereine  | Neueinstiege |
| ------------- | ----------------------------------- | ------ | -------- | ------------ |
| Vorrunde 1    | 10. – 18. August 2019               | 13     | 102 → 89 | 27           |
| Vorrunde 2    | 31. August / 7. September 2019      | 7      | 89 → 82  | keine        |
| 1. Hauptrunde | 20./21. September 2019              | 18     | 82 → 64  | 29           |
| 2. Hauptrunde | 18. – 26. Oktober 2019              | 16     | 64 → 48  | 14           |
| 3. Hauptrunde | 22./23. November 2019               | 16     | 48 → 32  | 16           |
| 4. Hauptrunde | 17. – 19. Januar 2020               | 16     | 32 → 16  | 16           |
| Achtelfinale  | 8./9. Februar 2020                  | 8      | 16 → 8   | keine        |
| Viertelfinale | 28./29. Februar 2020 / 1. März 2020 | 4      | 8 → 4    | keine        |
| Halbfinale    | 31. Oktober 2020 / 1. November 2020 | 2      | 4 → 2    | keine        |
| Finale        | 20. Dezember 2020                   | 1      | 2 → 1    | keine        |

## Erste Vorrunde
Die 1. Vorrunde wurde am 18. Juli 2019 von Lee Alexander und Leanne Crichton ausgelost. Ausgetragen wurden die Begegnungen am 10., 17. und 18. August 2019. Das Wiederholungsspiel fand am 17. August 2019.
| Datum                      |                                     | Ergebnis |                            |
| -------------------------- | ----------------------------------- | -------- | -------------------------- |
| 10. August 2019, 14:30 BST | Linlithgow Rose (VI)                | 2:1      | Preston Athletic (VI)      |
| 10. August 2019, 15:00 BST | Banks O’ Dee (SJFA)                 | 5:0      | Glasgow University (CAFL)  |
| 10. August 2019, 15:00 BST | Broxburn Athletic (VI)              | 2:0      | FC Tynecastle (VI)         |
| 10. August 2019, 15:00 BST | Camelon Juniors (VI)                | 4:0      | FC Newton Stewart (VI)     |
| 10. August 2019, 15:00 BST | FC Coldstream (VI)                  | 1:9      | Jeanfield Swifts (VI)      |
| 10. August 2019, 15:00 BST | Dundonald Bluebell (VI)             | 2:2      | Auchinleck Talbot (SJFA)   |
| 10. August 2019, 15:00 BST | Easthouses Lily Miners Welfare (VI) | 1:6      | Penicuik Athletic (VI)     |
| 10. August 2019, 15:00 BST | Hawick Royal Albert United (VI)     | 1:6      | Threave Rovers (VI)        |
| 10. August 2019, 15:00 BST | Hill of Beath Hawthorn (VI)         | 2:0      | Blackburn United (VI)      |
| 10. August 2019, 15:00 BST | Lochee United (SJFA)                | 7:0      | Burntisland Shipyard (VI)  |
| 10. August 2019, 15:00 BST | St. Cuthbert Wanderers (VI)         | 1:7      | FC Girvan (SJFA)           |
| 17. August 2019, 15:00 BST | Lothian Thistle Hutchison Vale (VI) | 5:0      | FC Wigtown & Bladnoch (VI) |
| 18. August 2019, 14:00 BST | AFC Colville Park (CSAFA)           | 0:4      | Whitehill Welfare (VI)     |

Freilos: Golspie Sutherland
Wiederholungsspiel
| Datum                      |                          | Ergebnis |                         |
| -------------------------- | ------------------------ | -------- | ----------------------- |
| 17. August 2019, 15:00 BST | Auchinleck Talbot (SJFA) | 6:1      | Dundonald Bluebell (VI) |

## Zweite Vorrunde
Die 2. Vorrunde wurde am 18. Juli 2019 von Lee Alexander und Leanne Crichton ausgelost. Ausgetragen wurden die Begegnungen am 31. August und 7. September 2019.
| Datum                        |                        | Ergebnis |                                     |
| ---------------------------- | ---------------------- | -------- | ----------------------------------- |
| 31. August 2019, 14:30 BST   | Whitehill Welfare (VI) | 0:1      | Penicuik Athletic (VI)              |
| 31. August 2019, 15:00 BST   | Banks O’ Dee (SJFA)    | 2:0      | Golspie Sutherland (NCFA)           |
| 31. August 2019, 15:00 BST   | Camelon Juniors (VI)   | 0:2      | Auchinleck Talbot (SJFA)            |
| 31. August 2019, 15:00 BST   | FC Girvan (SJFA)       | 0:1      | Broxburn Athletic (VI)              |
| 31. August 2019, 15:00 BST   | Lochee United (SJFA)   | 5:2      | Lothian Thistle Hutchison Vale (VI) |
| 31. August 2019, 15:00 BST   | Threave Rovers (VI)    | 0:2      | Hill of Beath Hawthorn (VI)         |
| 7. September 2019, 15:00 BST | Jeanfield Swifts (VI)  | 2:5      | Linlithgow Rose (VI)                |

## Erste Hauptrunde
Die 1. Hauptrunde wurde am 1. September 2019 von Stephen O’Donnell und Craig MacGillivray ausgelost. Ausgetragen wurden die Begegnungen am 20. und 21. September 2019. Die Wiederholungsspiel fanden am 28. September 2019 statt.
| Datum                         |                          | Ergebnis |                              |
| ----------------------------- | ------------------------ | -------- | ---------------------------- |
| 20. September 2019, 19:05 BST | Kelty Hearts (V)         | 0:3      | Auchinleck Talbot (SJFA)     |
| 21. September 2019, 15:00 BST | Broxburn Athletic (VI)   | 3:2      | FC East Stirlingshire (V)    |
| 21. September 2019, 15:00 BST | Buckie Thistle (V)       | 4:1      | Civil Service Strollers (V)  |
| 21. September 2019, 15:00 BST | Caledonian Braves (V)    | 3:4      | FC Rothes (V)                |
| 21. September 2019, 15:00 BST | Cumbernauld Colts (V)    | 1:5      | Penicuik Athletic (VI)       |
| 21. September 2019, 15:00 BST | Dalbeattie Star (V)      | 1:3      | Gala Fairydean Rovers (V)    |
| 21. September 2019, 15:00 BST | Edinburgh University (V) | 1:3      | Lochee United (SJFA)         |
| 21. September 2019, 15:00 BST | Forres Mechanics (V)     | 1:4      | Banks O’ Dee (SJFA)          |
| 21. September 2019, 15:00 BST | FC Fort William (V)      | 5:0      | FC Vale of Leithen (V)       |
| 21. September 2019, 15:00 BST | FC Fraserburgh (V)       | 0:1      | Bonnyrigg Rose Athletic (V)  |
| 21. September 2019, 15:00 BST | Gretna 2008 (V)          | 1:0      | Hill of Beath Hawthorne (VI) |
| 21. September 2019, 15:00 BST | Inverurie Loco Works (V) | 3:2      | Wick Academy (V)             |
| 21. September 2019, 15:00 BST | FC Keith (V)             | 2:3      | University of Stirling (V)   |
| 21. September 2019, 15:00 BST | Linlithgow Rose (VI)     | 1:0      | FC Huntly (V)                |
| 21. September 2019, 15:00 BST | Nairn County (V)         | 0:0      | Clachnacuddin FC (V)         |
| 21. September 2019, 15:00 BST | FC Spartans (V)          | 1:1      | FC Deveronvale (V)           |
| 21. September 2019, 15:00 BST | Strathspey Thistle (V)   | 2:1      | FC Lossiemouth (V)           |
| 21. September 2019, 15:00 BST | Turriff United (V)       | 1:5      | Formartine United (V)        |

Wiederholungsspiele
| Datum                         |                      | Ergebnis |                  |
| ----------------------------- | -------------------- | -------- | ---------------- |
| 28. September 2019, 15:00 BST | Clachnacuddin FC (V) | 2:1      | Nairn County (V) |
| 28. September 2019, 15:00 BST | FC Deveronvale (V)   | 1:2      | FC Spartans (V)  |

## Zweite Hauptrunde
Die 2. Hauptrunde wurde am 22. September 2019 von Kenny Miller und Kris Doolan ausgelost. Ausgetragen wurden die Begegnungen zwischen dem 18. und 26. Oktober 2019. Die Wiederholungsspiele fanden am 26. und 27. Oktober 2019.
| Datum                       |                             | Ergebnis |                           |
| --------------------------- | --------------------------- | -------- | ------------------------- |
| 18. Oktober 2019, 19:05 BST | Bonnyrigg Rose Athletic (V) | 2:0      | Buckie Thistle (V)        |
| 18. Oktober 2019, 19:30 BST | Edinburgh City (IV)         | 3:1      | Banks O’ Dee (SJFA)       |
| 19. Oktober 2019, 14:30 BST | Auchinleck Talbot (SJFA)    | 1:0      | Cove Rangers (IV)         |
| 19. Oktober 2019, 15:00 BST | Albion Rovers (IV)          | 1:1      | FC Fort William (V)       |
| 19. Oktober 2019, 15:00 BST | Annan Athletic (IV)         | 2:2      | Brechin City (IV)         |
| 19. Oktober 2019, 15:00 BST | FC Cowdenbeath (IV)         | 1:1      | Broxburn Athletic (VI)    |
| 19. Oktober 2019, 15:00 BST | FC East Kilbride (V)        | 3:1      | Gretna 2008 (V)           |
| 19. Oktober 2019, 15:00 BST | Elgin City (IV)             | 3:1      | Berwick Rangers (V)       |
| 19. Oktober 2019, 15:00 BST | Formartine United (V)       | 2:2      | Gala Fairydean Rovers (V) |
| 19. Oktober 2019, 15:00 BST | Lochee United (SJFA)        | 1:1      | BSC Glasgow (V)           |
| 19. Oktober 2019, 15:00 BST | Clachnacuddin FC (V)        | 0:7      | Brora Rangers (V)         |
| 19. Oktober 2019, 15:00 BST | FC Rothes (V)               | 1:3      | Inverurie Loco Works (V)  |
| 19. Oktober 2019, 15:00 BST | FC Spartans (V)             | 0:2      | FC Queen’s Park (IV)      |
| 19. Oktober 2019, 15:00 BST | Stirling Albion (IV)        | 2:0      | Strathspey Thistle (V)    |
| 20. Oktober 2019, 15:00 BST | University of Stirling (V)  | 0:2      | Linlithgow Rose (VI)      |
| 26. Oktober 2019, 14:30 BST | Penicuik Athletic (VI)      | 3:0      | FC Stenhousemuir (IV)     |

Wiederholungsspiele
| Datum                       |                           | Ergebnis |                       |
| --------------------------- | ------------------------- | -------- | --------------------- |
| 26. Oktober 2019, 15:00 BST | Brechin City (IV)         | 0:2      | Annan Athletic (IV)   |
| 26. Oktober 2019, 15:00 BST | Broxburn Athletic (VI)    | 3:0      | FC Cowdenbeath (IV)   |
| 26. Oktober 2019, 15:00 BST | FC Fort William (V)       | 0:5      | Albion Rovers (IV)    |
| 26. Oktober 2019, 15:00 BST | Gala Fairydean Rovers (V) | 1:2      | Formartine United (V) |
| 27. Oktober 2019, 15:00 GMT | BSC Glasgow (V)           | 2:1      | Lochee United (SJFA)  |

## Dritte Hauptrunde
Die 3. Hauptrunde wurde am 20. Oktober 2019 von Steven Whittaker und Rose Reilly ausgelost. Ausgetragen wurden die Begegnungen am 22. und 23. November 2019. Die Wiederholungsspiele wurden am 27. November und 3. Dezember 2019 ausgetragen.
| Datum                        |                             | Ergebnis |                           |
| ---------------------------- | --------------------------- | -------- | ------------------------- |
| 22. November 2019, 19:05 GMT | Linlithgow Rose (VI)        | 1:4      | FC Falkirk (III)          |
| 23. November 2019, 13:45 GMT | Auchinleck Talbot (SJFA)    | 1:1      | FC Arbroath (II)          |
| 23. November 2019, 15:00 GMT | Albion Rovers (IV)          | 1:4      | FC Airdrieonians (III)    |
| 23. November 2019, 15:00 GMT | Bonnyrigg Rose Athletic (V) | 2:1      | FC Montrose (III)         |
| 23. November 2019, 15:00 GMT | FC Dumbarton (III)          | 3:1      | Forfar Athletic (III)     |
| 23. November 2019, 15:00 GMT | FC East Fife (III)          | 3:4      | BSC Glasgow (V)           |
| 23. November 2019, 15:00 GMT | Edinburgh City (IV)         | 4:3      | Annan Athletic (IV)       |
| 23. November 2019, 15:00 GMT | Elgin City (IV)             | 1:3      | Alloa Athletic (II)       |
| 23. November 2019, 15:00 GMT | Formartine United (V)       | 0:4      | FC East Kilbride (V)      |
| 23. November 2019, 15:00 GMT | Greenock Morton (II)        | 1:1      | Brora Rangers (V)         |
| 23. November 2019, 15:00 GMT | Inverurie Loco Works (V)    | 0:1      | Broxburn Athletic (VI)    |
| 23. November 2019, 15:00 GMT | Partick Thistle (II)        | 1:0      | Penicuik Athletic (VI)    |
| 23. November 2019, 15:00 GMT | Queen of the South (II)     | 1:2      | FC Queen’s Park (IV)      |
| 23. November 2019, 15:00 GMT | Raith Rovers (III)          | 1:0      | FC Peterhead (III)        |
| 23. November 2019, 15:00 GMT | Stirling Albion (IV)        | 0:2      | FC Clyde (III)            |
| 23. November 2019, 15:00 GMT | FC Stranraer (III)          | 1:0      | Dunfermline Athletic (II) |

Wiederholungsspiele
| Datum                        |                   | Ergebnis |                          |
| ---------------------------- | ----------------- | -------- | ------------------------ |
| 27. November 2019, 19:45 GMT | FC Arbroath (II)  | 3:0      | Auchinleck Talbot (SJFA) |
| 3. Dezember 2019, 19:45 GMT  | Brora Rangers (V) | 1:3      | Greenock Morton (II)     |

## Vierte Hauptrunde
Die 4. Hauptrunde wurde am 24. November 2019 von Grado und Kieron Achara ausgelost. Ausgetragen wurden die Begegnungen zwischen dem 17. und 19. Januar 2020. Die Wiederholungsspiele wurden am 28. Januar 2020 ausgetragen.
| Datum                      |                             | Ergebnis |                                   |
| -------------------------- | --------------------------- | -------- | --------------------------------- |
| 17. Januar 2020, 19:45 GMT | Glasgow Rangers (I)         | 2:0      | FC Stranraer (III)                |
| 18. Januar 2020, 15:00 GMT | FC Aberdeen (I)             | 1:0      | FC Dumbarton (III)                |
| 18. Januar 2020, 15:00 GMT | Alloa Athletic (II)         | 2:3      | Inverness Caledonian Thistle (II) |
| 18. Januar 2020, 15:00 GMT | FC Arbroath (II)            | 0:0      | FC Falkirk (III)                  |
| 18. Januar 2020, 15:00 GMT | Ayr United (II)             | 1:0      | Ross County (I)                   |
| 18. Januar 2020, 15:00 GMT | Bonnyrigg Rose Athletic (V) | 0:1      | FC Clyde (III)                    |
| 18. Januar 2020, 15:00 GMT | FC East Kilbride (V)        | 1:3      | BSC Glasgow (V)                   |
| 18. Januar 2020, 15:00 GMT | Hamilton Academical (I)     | 5:0      | Edinburgh City (IV)               |
| 18. Januar 2020, 15:00 GMT | Heart of Midlothian (I)     | 5:0      | FC Airdrieonians (III)            |
| 18. Januar 2020, 15:00 GMT | FC Kilmarnock (I)           | 6:0      | FC Queen’s Park (IV)              |
| 18. Januar 2020, 15:00 GMT | FC Livingston (I)           | 3:1      | Raith Rovers (III)                |
| 18. Januar 2020, 15:00 GMT | FC St. Johnstone (I)        | 3:0      | Greenock Morton (II)              |
| 18. Januar 2020, 15:00 GMT | FC St. Mirren (I)           | 3:0      | Broxburn Athletic (VI)            |
| 18. Januar 2020, 17:30 GMT | Partick Thistle (II)        | 1:2      | Celtic Glasgow (I)                |
| 18. Januar 2020, 19:20 GMT | FC Dundee (II)              | 0:3      | FC Motherwell (I)                 |
| 19. Januar 2020, 15:00 GMT | Dundee United (II)          | 2:2      | Hibernian Edinburgh (I)           |

Wiederholungsspiele
| Datum                      |                         | Ergebnis |                    |
| -------------------------- | ----------------------- | -------- | ------------------ |
| 28. Januar 2020, 19:45 GMT | FC Falkirk (III)        | 2:0      | FC Arbroath (II)   |
| 28. Januar 2020, 19:45 GMT | Hibernian Edinburgh (I) | 4:2      | Dundee United (II) |

## Achtelfinale
Das Achtelfinale wurde am 19. Januar 2020 von Simon Donnelly und Alex Rae ausgelost. Ausgetragen wurden die Begegnungen am 8. und 9. Februar 2020. Die Anstoßzeiten für das Achtelfinale wurden an diesem Wochenende um eine Minute verschoben, als Teil der Initiative des schottischen Verbandes für die „Heads Up“ -Kampagne für psychische Gesundheit. Die Wiederholungsspiele wurden am 18. und 19. Februar 2020 ausgetragen.
| Datum                      |                                   | Ergebnis |                         |
| -------------------------- | --------------------------------- | -------- | ----------------------- |
| 8. Februar 2020, 12:31 GMT | Hamilton Academical (I)           | 1:4      | Glasgow Rangers (I)     |
| 8. Februar 2020, 15:01 GMT | FC Aberdeen (I)                   | 0:0      | FC Kilmarnock (I)       |
| 8. Februar 2020, 15:01 GMT | Ayr United (II)                   | 1:2      | FC St. Johnstone (I)    |
| 8. Februar 2020, 15:01 GMT | Inverness Caledonian Thistle (II) | 1:0      | FC Livingston (I)       |
| 8. Februar 2020, 15:01 GMT | FC St. Mirren (I)                 | 1:1      | FC Motherwell (I)       |
| 8. Februar 2020, 19:21 GMT | FC Falkirk (III)                  | 0:1      | Heart of Midlothian (I) |
| 9. Februar 2020, 12:01 GMT | BSC Glasgow (V)                   | 1:4      | Hibernian Edinburgh (I) |
| 9. Februar 2020, 14:01 GMT | FC Clyde (III)                    | 0:3      | Celtic Glasgow (I)      |

Wiederholungsspiele
| Datum                       |                   | Ergebnis              |                   |
| --------------------------- | ----------------- | --------------------- | ----------------- |
| 18. Februar 2020, 19:45 GMT | FC Motherwell (I) | 4:4 n. V. (2:3 i. E.) | FC St. Mirren (I) |
| 19. Februar 2020, 19:45 GMT | FC Kilmarnock (I) | 3:4 n. V.             | FC Aberdeen (I)   |

## Viertelfinale
Das Viertelfinale wurde am 9. Februar 2020 von Catriona Matthew und Chris Sutton ausgelost. Ausgetragen wurden die Begegnungen zwischen dem 28. Februar und 1. März 2020.
| Datum                       |                         | Ergebnis |                                   |
| --------------------------- | ----------------------- | -------- | --------------------------------- |
| 28. Februar 2020, 19:45 WEZ | Hibernian Edinburgh (I) | 5:2      | Inverness Caledonian Thistle (II) |
| 29. Februar 2020, 17:30 WEZ | Heart of Midlothian (I) | 1:0      | Glasgow Rangers (I)               |
| 29. Februar 2020, 19:20 WEZ | FC St. Mirren (I)       | 0:2      | FC Aberdeen (I)                   |
| 01. März 2020, 15:00 WEZ    | FC St. Johnstone (I)    | 0:1      | Celtic Glasgow (I)                |

## Halbfinale
Das Halbfinale wurde am 1. März 2020 von Ally McCoist und Simon Ferry ausgelost. Ausgetragen werden sollten die Begegnungen ursprünglich am 11. und 12. April 2020 im Hampden Park von Glasgow. Die Spiele wurden aufgrund der COVID-19-Pandemie zunächst auf unbestimmte Zeit verschoben. Am 21. Juli 2020 teilte die schottische FA mit, dass das Halbfinale am 31. Oktober und 1. November 2020 im Hampden Park von Glasgow stattfinden soll, während das Finale am 20. Dezember ausgetragen werden soll.
| Datum                       |                          | Ergebnis  |                         |
| --------------------------- | ------------------------ | --------- | ----------------------- |
| 31. Oktober 2020, 17:00 GMT | Heart of Midlothian (II) | 2:1 n. V. | Hibernian Edinburgh (I) |
| 1. November 2020, 14:30 GMT | Celtic Glasgow (I)       | 2:0       | FC Aberdeen (I)         |

## Finale
| Celtic Glasgow                                                 | Celtic Glasgow | Heart of Midlothian | Heart of Midlothian |
| -------------------------------------------------------------- | --- | --- | ------------------- |
| Celtic Glasgow                                                 | \| 20. Dezember 2020 um 14:15 Uhr (GMT) in Glasgow (Hampden Park) \| \| Ergebnis: 3:3 n. V. (2:2, 2:0), 4:3 i. E. \| \| Zuschauer: Unter Ausschluss der Öffentlichkeit \| \| Schiedsrichter: John Beaton \| \| Spielbericht \| | \| 20. Dezember 2020 um 14:15 Uhr (GMT) in Glasgow (Hampden Park) \| \| Ergebnis: 3:3 n. V. (2:2, 2:0), 4:3 i. E. \| \| Zuschauer: Unter Ausschluss der Öffentlichkeit \| \| Schiedsrichter: John Beaton \| \| Spielbericht \|                                                                    | Heart of Midlothian |
| Celtic Glasgow                                                 | Conor Hazard – Kristoffer Ajer, Christopher Jullien, Shane Duffy (90. Mikey Johnston), Greg Taylor (83. Diego Laxalt) – Scott Brown (105. Ismaila Soro), Callum McGregor – Ryan Christie, David Turnbull (68. Tom Rogic), Mohamed Elyounoussi (83. Jeremie Frimpong) – Odsonne Édouard (97. Leigh Griffiths) Cheftrainer: Neil Lennon ( Nordirland) | Craig Gordon – Michael Smith, Craig Halkett, Christophe Berra, Stephen Kingsley – Andy Irving (109. Elliott Frear), Andy Halliday (90. Peter Haring) – Jamie Walker (57. Josh Ginnelly), Steven Naismith , Aidy White (82. Olly Lee) – Liam Boyce (70. Craig Wighton) Cheftrainer: Robbie Neilson | Heart of Midlothian |
| Celtic Glasgow                                                 | 1:0 Ryan Christie (19.) 2:0 Odsonne Édouard (29., Handelfmeter) 3:2 Leigh Griffiths (105.+1') | 2:1 Liam Boyce (48.) 2:2 Stephen Kingsley (67.) 3:3 Josh Ginnelly (111.) | Heart of Midlothian |
| Celtic Glasgow                                                 | Elfmeterschießen | | Heart of Midlothian |
| Celtic Glasgow                                                 | 1:1 Leigh Griffiths 2:2 Callum McGregor Ryan Christie 3:3 Mikey Johnston 4:3 Kristoffer Ajer | 0:1 Steven Naismith 1:2 Michael Smith 2:3 Olly Lee Stephen Kingsley Craig Wighton | Heart of Midlothian |
| Celtic Glasgow                                                 | Mohamed Elyounoussi (71.), Kristoffer Ajer (91.), Callum McGregor (107.), Christopher Jullien (116.) | Craig Gordon (29.), Andy Halliday (33.), Jamie Walker (51.), Steven Naismith (62.), Craig Wighton (88.), Michael Smith (105.) | Heart of Midlothian |
| 20. Dezember 2020 um 14:15 Uhr (GMT) in Glasgow (Hampden Park) | | |                     |
| Ergebnis: 3:3 n. V. (2:2, 2:0), 4:3 i. E.                      | | |                     |
| Zuschauer: Unter Ausschluss der Öffentlichkeit                 | | |                     |
| Schiedsrichter: John Beaton                                    | | |                     |
| Spielbericht                                                   | | |                     |